# Regra de três

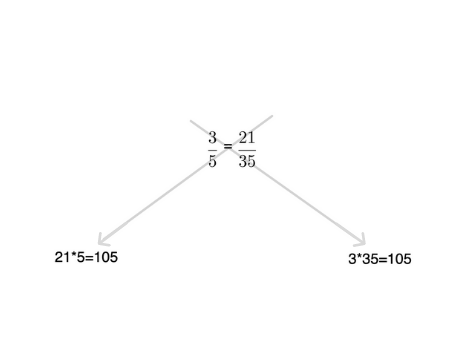
Exemplo da regra de três simples.

A regra de três, na matemática, é uma forma de se descobrir uma quantidade que tenha para outra conhecida a mesma relação que têm entre si entre outros dois valores numéricos conhecidos. Existem dois tipos de regra de três: simples e composta.

## Regra de três simples
Serve para se descobrir um único valor a partir de outros três. Relacionam-se quatro valores, divididos em dois pares de mesma grandeza e unidade interdependentes e relacionadas. Matematicamente, {\displaystyle x_{1}\,\!} e {\displaystyle x_{2}\,\!} são o primeiro par de mesma grandeza e unidade, e {\displaystyle y_{1}\,\!} e {\displaystyle y_{2}\,\!} são o segundo par, também de mesma grandeza e unidade.
Se as grandezas associadas forem GDP (grandezas diretamente proporcionais), deve-se usar a relação de proporção direta:
{\displaystyle \,\!{\frac {x_{1}}{x_{2}}}={\frac {y_{1}}{y_{2}}}}
Se as grandezas forem GIP (grandezas inversamente proporcionais), deve-se usar a relação de proporção inversa:
{\displaystyle \,\!{\frac {x_{1}}{x_{2}}}={\frac {y_{2}}{y_{1}}}}
A regra composta de três é usada para resolver problemas proporcionais básicos na vida cotidiana, conversão de moeda, receitas de escala ou cálculo de custos, situações com duas variáveis direta ou inversamente relacionadas.

## Regra de três composta
É usada quando para se descobrir um valor, não basta utilizar no cálculo apenas três dos valores dados. Este tipo de regra de três busca determinar o valor de uma variável desconhecida a partir da relação de proporcionalidade de três ou mais magnitudes. A regra composta de três é usada para calcular problemas complexos em negócios, economia e engenharia, Gestão da força de trabalho, dimensionamento da produção e alocação de recursos, Cenários com múltiplas variáveis que afetam o resultado.